# Mohammed Al-Qahtani
Mohammed Al-Qahtani (en árabe: حامد الغامدى‎; Riad, 23 de julio de 2002) es un futbolista saudí que juega en la demarcación de extremo para el Al-Hilal Saudi F. C. de la Liga Profesional Saudí.

## Selección nacional
Tras jugar con la selección de fútbol sub-17 de Arabia Saudita, la sub-20 y la sub-23, finalmente hizo su debut con la selección absoluta el 1 de diciembre de 2021 en un encuentro de la Copa Árabe de la FIFA 2021 contra Jordania que finalizó con un resultado de 0-1 a favor del combinado jordano tras el gol de Mahmoud Al-Mardi.

## Clubes
| Club                 | País           | Año   | Partidos | Goles |
| -------------------- | -------------- | ----- | -------- | ----- |
| Al-Hilal Saudi F. C. | Arabia Saudita | 2021- | 46       | 6     |